# 我弥留之际
《我弥留之际》（英語：As I Lay Dying）是美国作家威廉·福克纳所著的长篇小说。标题来源于荷马的《奥德修纪》卷十一，其中阿伽门农对奥德修斯说：“当我弥留之际，长着狗的眼睛的女人不会来合上我的眼睛，因为我要去见冥王”。全书共分59节，包括了15个人物的内心独白。
福克纳说，他声称自己在六个星期内就完成了该书，没有改动一个字。福克纳在电厂工作时写成了该作，1930年出版，他自己将其视为“杰作”。这是福克纳的第七部长篇小说，它始终被认为是20世纪文学中最优秀的长篇小说之一。
小说采用意识流的写作技巧，多叙事者，章节长度也参差不齐。小说延续了之前作品的意识流风格和家族叙事，1931年福克纳曾对记者说该书是他“最好的小说”。尽管后来他对《喧哗与骚动》的评价更高，但仍然保持了一份对它的欣赏。这部小说是他在密西西比大学发电厂当运煤工时创作的，6个多星期就得以完成。与前作不同的是，该书基本上是按照时间顺序来叙事的，作者曾向人推荐它作为阅读自己作品的入门书。但是，不少评论家认为这是他最复杂的作品，融合了悲剧性与喜剧性，难以归类。

## 情節
小说中的女主人艾迪·本德仑死后，全家人按照她的遗愿，将其运往40英里外的杰弗生镇安葬。艾迪是一个虚无主义者，长期忍受着无爱的婚姻，给丈夫安斯生下两个儿子后，又和牧师私通生下了第三个儿子朱厄尔。大儿子卡什是个只知干活的木匠，护送棺材时遇到大水，摔入河中断了腿，却被安斯等人用水泥来固定断腿。二儿子达尔是个敏感的人，路途中放火烧棺，被妹妹送进疯人院。朱厄尔是母亲最宠爱的人，他在这场旅途中失去了晚上偷偷干活换回来的马。小儿子瓦达曼也没能得到他的玩具火车。女儿杜威·德尔怀上私生子，打胎不成反被药房伙计诱奸。他们克服万难，这场6天6夜的旅途终于完成。最后安斯买了一副假牙，还娶到了新太太。